# 阿呆トロ
阿呆 トロ（あほ トロ）は日本の漫画家。兵庫県姫路市出身。

## 略歴
2014年に月刊少年シリウス秋の第28回新人賞にて奨励賞を受賞。
2015年「返却主義者」が第31回シリウス新人賞佳作を受賞し、『月刊少年シリウス』2015年10月号に掲載。
2017年『月刊少年シリウス』にて2017年11月号から「怪病医ラムネ」連載開始。本作は一度連載が終了するが、2019年5月4日にTwitterに公開した1話【目からマヨネーズが出る少女と治すお医者さんの漫画】が大きな話題となり連載を再開。
2018年ウェブコミック配信サイト『マガジンポケット』に移籍して2018年12月21日より配信。

## 人物
好きな漫画は『HUNTER×HUNTER』。
影響を受けた作品（作家）は鋼の錬金術師、ヒカルの碁、シャーマンキング、うえきの法則、涼宮ハルヒの憂鬱、魔法少女まどか☆マギカ、暗殺教室。
『阿呆トロ』の名前の由来は、「売れてるマンガ家は、漢字とカタカナの組み合わせと、“あ”で始まる名前が多いからです」と語っている。
2019年8月頃からエビフライを飼い始める、その後2021年5月6日に元気なエビフライを散歩させている動画を公開。

### デビューについて
最初に『シリウス』に投稿した時のことをあまり詳しく覚えていないという。投稿作品ではバッドエンドが多い傾向だったが、雑誌に掲載されるようになり、ハッピーエンドを目指して描くようになったという。担当編集が引っ張ってくれたおかげで連載デビューしたことを感謝している。『月刊少年シリウス』について「色んなアトラクションがある遊園地みたいな雑誌」と語っている。
連載デビューまでの期間は新人賞受賞から数えると10年以上で、ボツの本数はネームも合わせてなら50以上あったという。挫折についてのインタビューで、「挫折はないですがボツの数だけ落ち込んでました。立ち直り方が極端で、死ぬか漫画家なるかどっちかだって自分に言い聞かせてました」と語っている。

## 作品

### 連載
- 怪病医ラムネ（『月刊少年シリウス』2017年11月号[3] - 2018年9月号→『マガジンポケット』2018年12月21日[4] - 連載中、既刊5巻）

### 読切
- 返却主義者（『月刊少年シリウス』2015年10月号[2]）